# Eiland (přírodní památka)
Eiland je přírodní památka v obci Tisá na katastrálním území Ostrov u Tisé v okrese Ústí nad Labem. Přírodní památka se skládá ze dvou oddělených částí, ležících na území Chráněné krajinné oblasti Labské pískovce. Chráněné území, které je zároveň součástí Ptačí oblasti Labské pískovce, je v péči Správy Národního parku České Švýcarsko.

## Popis území
Přírodní památka se nachází v nadmořské výšce 440 až 460 metrů v klimaticky chladné oblasti na území geomorfologického celku Děčínská vrchovina, alternativně označovaného jako Labské pískovce. V údolí, obklopeném ze všech stran pískovcovými stěnami Ostrovských skal, je vybudována soustava šesti rybníků a menších nádrží, propojených tokem Ostrovské Bělé, jak je označována na českém území ve své horní části říčka Bělá, která se po 18,6 kilometrech u saského městečka Königstein vlévá do Labe.
Větší část chráněného území o rozloze 3,36 ha se rozkládá severně od hráze Ostrovského rybníka na severozápadním okraji Ostrova. Druhá, menší lokalita má rozlohu 1,71 ha se nachází ve vzdálenosti zhruba 300 metrů na jižním okraji vesnice poblíž autokempu "Pod Císařem". Součástí tohoto území je též menší, rybářský nevyužívaný rybník o rozloze 0,31 ha, v němž se vyskytují chránění obojživelníci.

## Předmět ochrany
Předmětem ochrany jsou mokřadní společenstva druhově bohatých pcháčových luk (sv. Calthion), přirozeného toku a okolních podmáčených sekundárních olšin, rašelinný biotop a vodní plochy včetně zvláště chráněných a vzácných druhů rostlin a živočichů na ně vázaných.

### Flóra
Co se týče jednotlivých ekosystémů, vyskytují se zde jednak nevápnitá mechová slatiniště s mechovým patrem a s porosty ostřice zobánkaté (Carex rostrata) a sítiny článkované (Juncus articulatus) a vlhké, podmáčené pcháčové louky s pcháčem bahenním (Cirsium palustre), psinečkem psím (Agrostis canina), sítinou niťovitou (Juncus filiformis) nebo sítinou ostrokvětou (Juncus acutiflorus). Další ekosystémy představují údolní jasanovo - olšové luhy, rašelinné březiny, ostatní luční porosty a vegetace stojatých vod neobhospodařovaného rybníčku poblíž prameniště Ostrovské Bělé v jižní části přírodní památky.
Na vlhkých a podmáčených loukách rostou některé vzácné a ohrožené druhy rostlin, jako např.  sítina ostrokvětá , kozlík dvoudomý (Valeriana dioica), svízel hercynský (Galium saxatile), sítina kostrbatá (Juncus squarrosus), violka bahenní (Viola palustris), štírovník bažinný (Lotus pedunculatus) nebo suchopýr úzkolistý (Eriophorum angustifolium). Ze zástupců nižších rostlin bylo na chráněném území celkem zaregistrováno 71 druhů mechorostů a 61 druhů řas. 

### Fauna
Na území mokřadních rašelinných ploch pod hrází Ostrovského rybníka žije populace čolka horského (Ichthyosaura alpestris). Na této lokalitě a také v oblasti rybníčku u autokempu se vyskytuje i čolek obecný (Lissotriton vulgaris) a čolek velký (Triturus cristatus) a spolu s nimi i další obojživelníci, jako je mlok skvrnitý (Salamandra salamandra), ropucha obecná (Bufo bufo) a skokan hnědý (Rana temporaria). Na louce poblíž autokempu i v severní části přírodní památky byl zaznamenán výskyt zmije obecné (Vipera berus).
V oblasti ostrovských mokřadů se vyskytují různé druhy vážek a motýlů, mezi nimi i silně ohrožený modrásek bahenní. V rámci inventarizačního průzkumu bylo na chráněném území nalezeno 77 druhů brouků z 11 čeledí, mezi nimi i kovařík Agriotes pallidulus, zapsaný na červeném seznamu ohrožených bezobratlých, nebo kriticky ohrožený reliktní drabčík Acylophorus wagenschieberi.

## Přístup
Do Ostrova neexistuje spojení veřejnou dopravou. Nejbližší autobusové zastávky jsou buď v Tisé nebo u Sněžníku, na železniční trati z Děčína do Oldřichova u Duchcova přes Jílové a Libouchec byla osobní doprava zastavena v roce 2007. Přístup do Ostrova je možný pouze osobním automobilem, na kole nebo pěšky. Kolem severní části přírodní památky Eiland vede historická dlážděná cesta (tzv. Železná cesta), po niž byla přepravována ruda z dolů na Sněžníku do hamrů v Ostrově a která pak pokračovala přes Rájec dále na západ do Petrovic a do Saska. Po této staré cestě zároveň vede trasa naučné stezky Zapomenuté pohraničí. Jižní částí přírodní památky prochází zeleně značená turistická cesta, která vede z Ostrova k turistické chatě na okraji Tiských stěn a dále pak po okraji stěn až ke kostelu sv. Anny v Tisé.

## Galerie

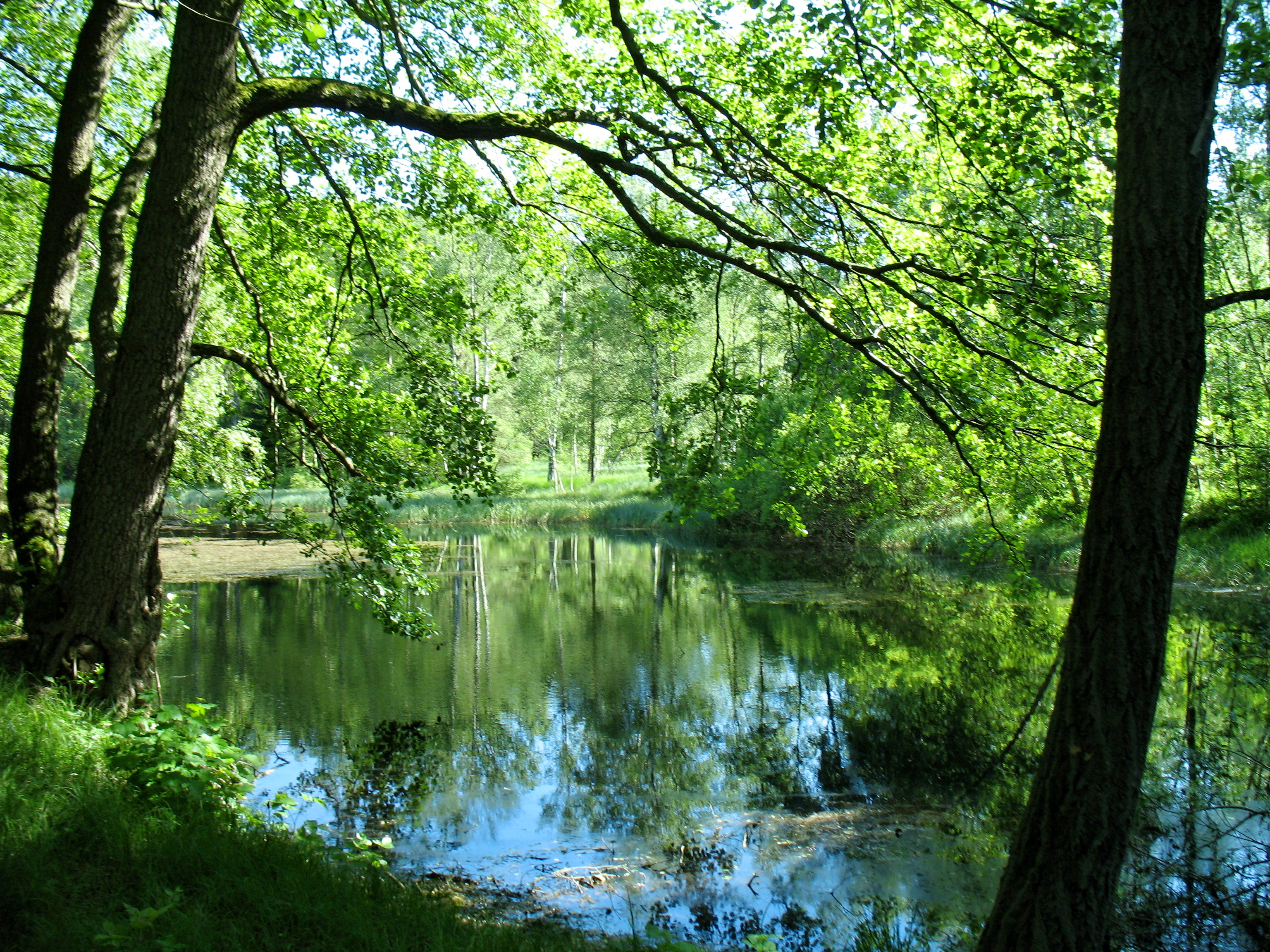
Rybníček u autokempu v jižní části Ostrova
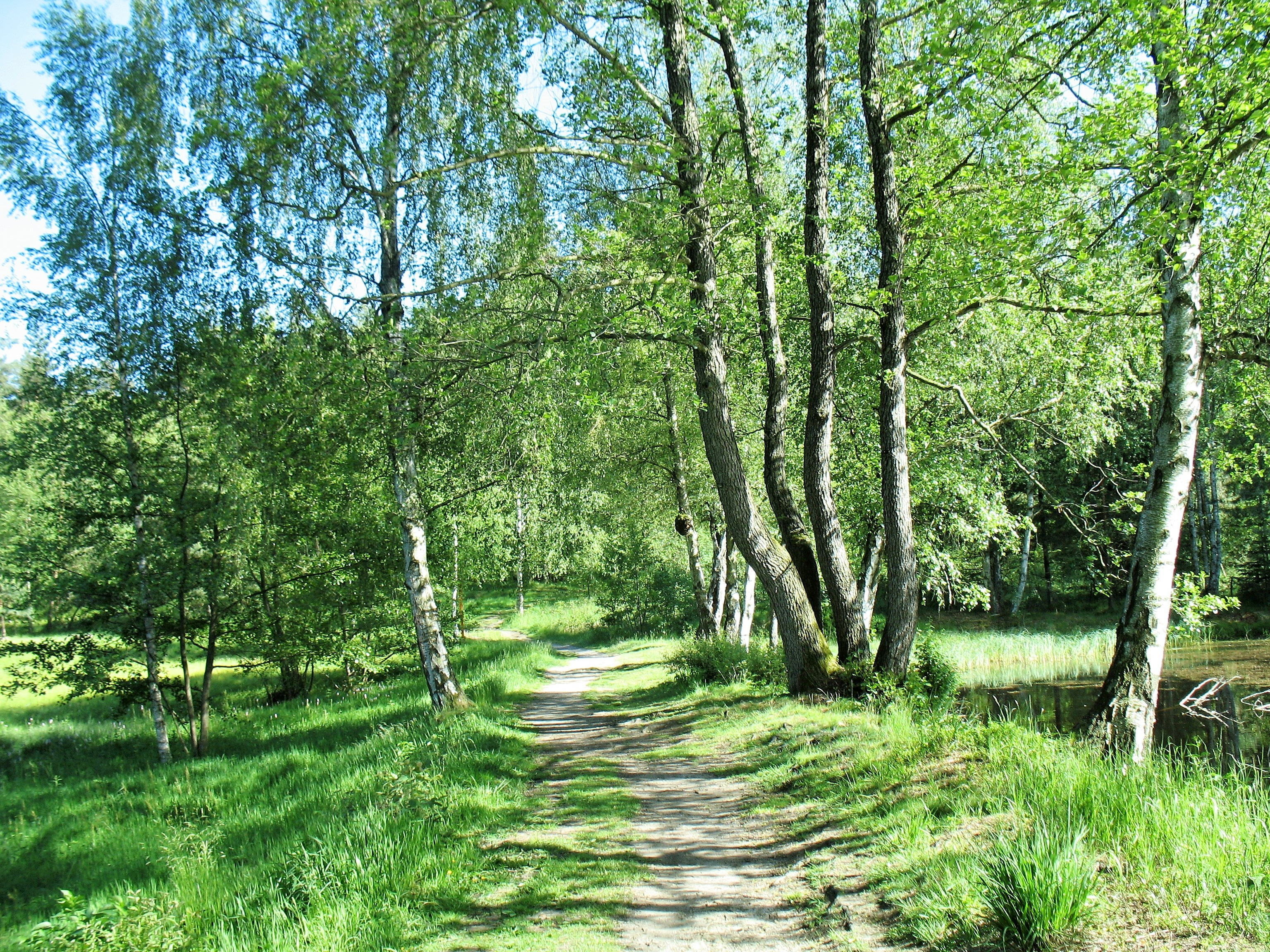
Chráněným územím vede turistická cesta do Tiských stěn
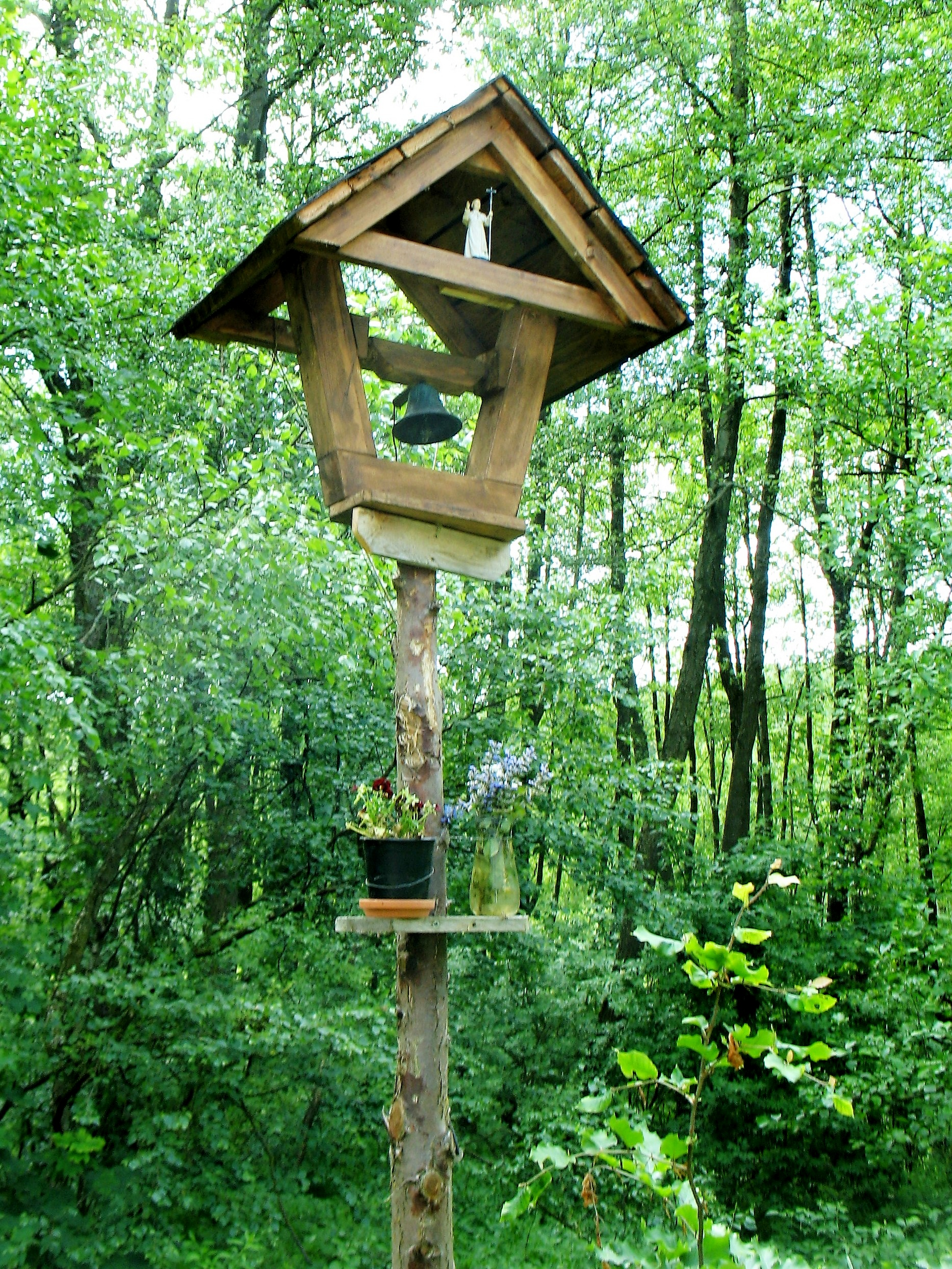
Zvonička u staré cesty na okraji severní části přírodní památky
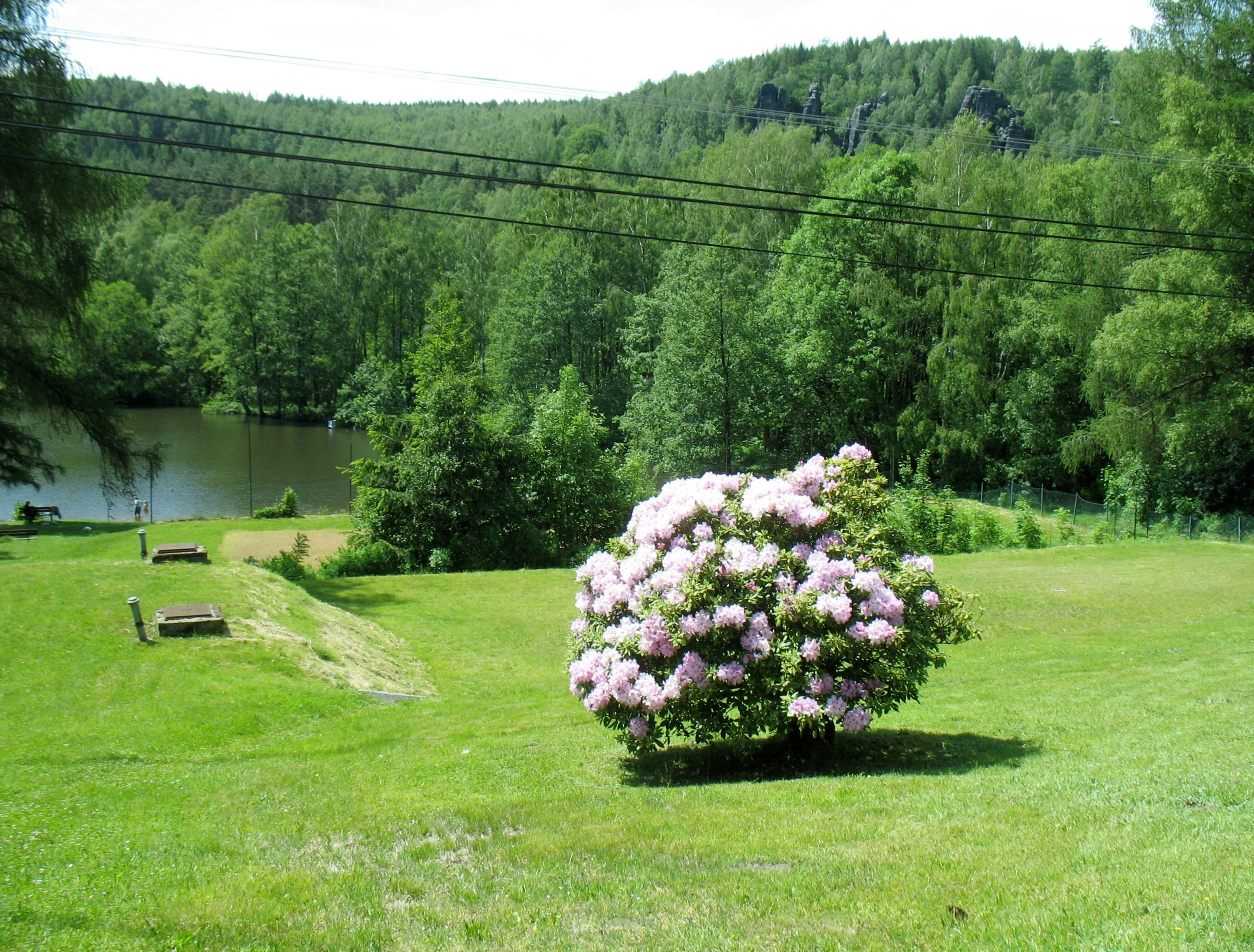
Zarostlá severní část lokality u hráze Ostrovského rybníka
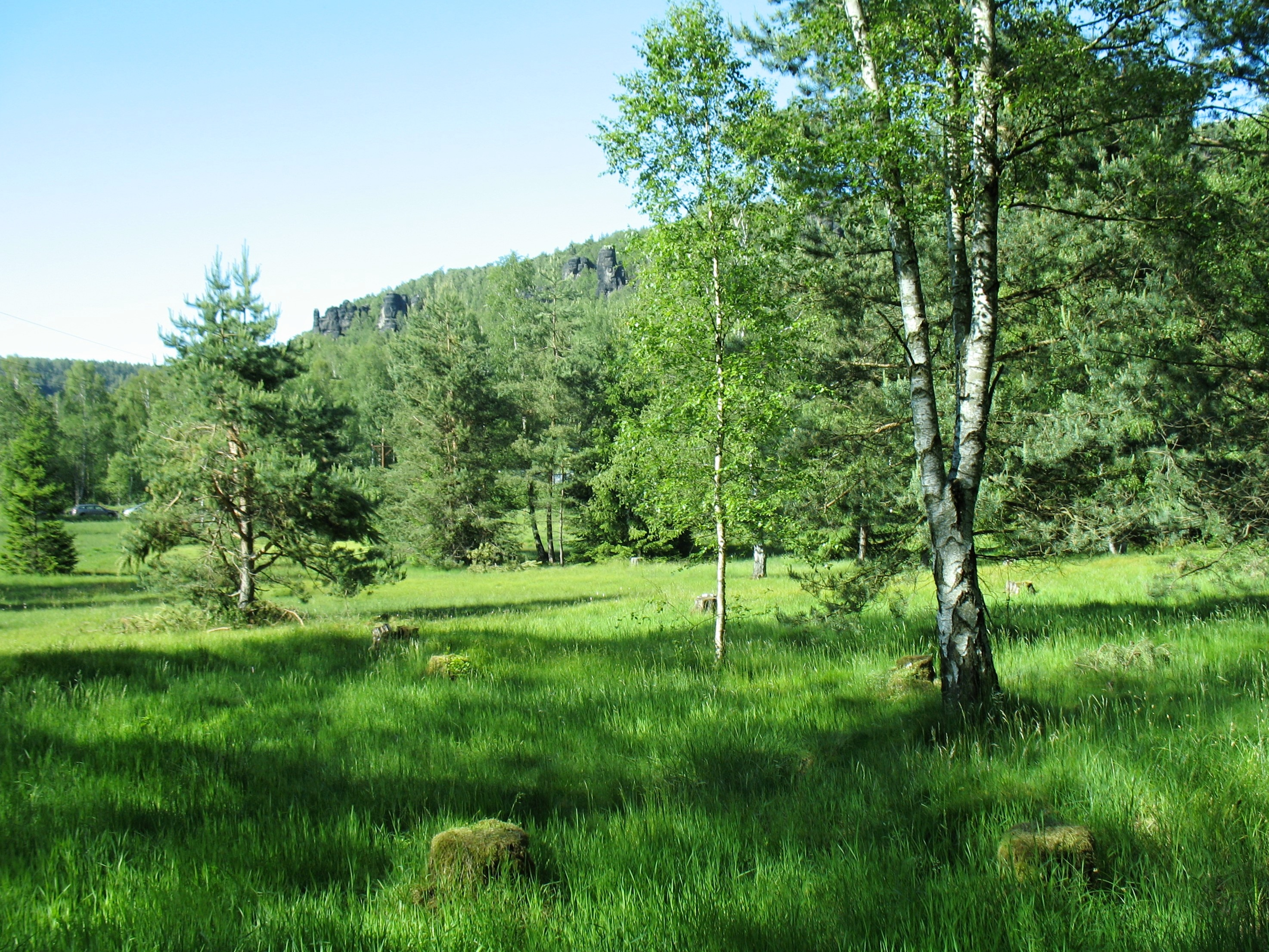
Podmáčená louka u prameniště Bělé